# Idiocera antilopina
Idiocera antilopina är en tvåvingeart som beskrevs av Jaroslav Stary 1982. Idiocera antilopina ingår i släktet Idiocera och familjen småharkrankar. Inga underarter finns listade i Catalogue of Life.